# 앨빈 와인버그
앨빈 마틴 와인버그(Alvin Martin Weinberg, 1915년 4월 20일 ~ 2006년 10월 18일)는 미국의 핵물리학자이자 맨해튼 계획 기간 및 이후의 오크리지 국립연구소(ORNL) 행정가였다. 그는 1945년 오크리지에 왔으며 2006년 사망할 때까지 그곳에 머물렀다. 그는 핵에너지를 묘사하기 위해 "악마와의 계약"라는 용어를 처음 사용했다.
1939년 시카고 대학교에서 수학 생물리학 박사 학위를 받은 와인버그는 1941년 9월 맨해튼 계획의 야금 연구소에 합류했다. 다음 해 그는 유진 위그너의 이론 그룹에 참여했는데, 이 그룹의 임무는 우라늄을 플루토늄으로 변환할 원자로를 설계하는 것이었다.
와인버그는 1948년 ORNL의 연구 책임자로 위그너를 대체했으며, 1955년에는 연구소 소장이 되었다. 그의 지휘 아래 연구소는 항공 핵추진 프로그램에 참여했으며, 상업용 원자력 발전소에서 지배적인 원자로 유형이 된 가압수형 원자로(PWR)와 비등수형 원자로(BWR)를 포함한 많은 혁신적인 원자로 설계를 개척했으며, 균질 수용액 원자로 설계를 개척했다.
1960년 와인버그는 아이젠하워 행정부의 대통령 과학 자문 위원회에 임명되었고 나중에는 케네디 행정부에서도 재직했다. 1973년 ORNL을 떠난 후, 그는 1974년 워싱턴 D.C.의 에너지 연구 개발 사무소 소장으로 임명되었다. 다음 해 그는 오크리지 연합 대학교(ORAU)에 에너지 분석 연구소를 설립하고 초대 소장이 되었다.

## 시카고에서의 초기
앨빈 마틴 와인버그는 1915년 4월 20일 일리노이주 시카고에서 야코프 와인버그와 엠마 레빈슨 와인버그의 아들로 태어났다. 그의 부모는 1905년 미국으로 향하는 배에서 만난 두 명의 러시아 유대인 이민자였다. 그는 1910년 11월 30일에 태어난 누나 페이 골맨이 있었다. 그녀는 나중에 퍼시픽 대학교 (캘리포니아주)에서 사회학 교수가 되었으며, 대니얼 골맨의 어머니였다. 그는 시카고의 시어도어 루스벨트 고등학교를 다녔다.
와인버그는 시카고 대학교에 입학하여 1935년 물리학 이학사 학위를, 이듬해에는 물리학 과학 석사 학위를 받았다. 그는 1939년 시카고 대학교에서 수학 생물리학 박사 학위를 받았으며, 칼 에카르트의 지도를 받아 "생물물리학적 주기성의 이론을 위한 수학적 기초"라는 학위논문을 썼다. 와인버그는 나중에 자신의 학위논문을 선형계로 제한한 것에 대해 후회했는데, 그가 간과했던 흥미로운 비선형계가 일리아 프리고진이 나중에 연구하여 노벨 화학상을 받은 주제였다.
시카고에 있는 동안 와인버그는 시카고 대학교 학생이었던 마가렛 데스프레스의 가족에 의해 그녀에게 수학을 가르치기 위해 고용되었다. 그들은 1940년 6월 14일에 결혼했다. 그들은 데이비드 로버트 와인버그와 리처드 J. 와인버그 두 아들을 두었다.

## 야금 연구소

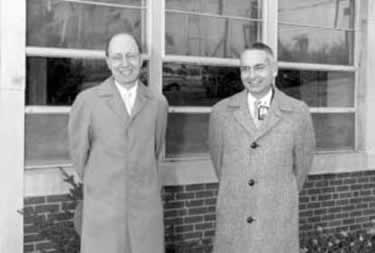
오크리지 국립연구소에서 유진 위그너 (왼쪽)와 와인버그 (오른쪽)

와인버그는 라이트 주니어 칼리지에서 강의를 했다. 그는 컬럼비아 대학교에서 케네스 S. 콜 밑에서 공부하기 위해 전미연구평의회 펠로우십을 신청하여 받았지만, 콜이 방사선 생물학자로서 맨해튼 계획에 참여하기 위해 시카고로 오면서 그는 그 펠로우십을 사용하지 않았다. 와인버그는 1941년 9월 에카르트와 새뮤얼 앨리슨에 의해 시카고 대학교의 야금 연구소에서 일하도록 채용되었는데, 앨리슨은 후자의 중성자 포획 계산을 할 사람이 필요했다.
1942년 초, 아서 콤프턴은 시카고 대학교에 플루토늄 연구를 하는 맨해튼 계획의 여러 팀을 모았다. 이로 인해 허버트 앤더슨, 버나드 펠드, 엔리코 페르미, 실라르드 레오 및 월터 진과 같은 많은 최고 과학자들이 컬럼비아에서 왔고, 에드워드 크루츠, 길버트 플라스, 유진 위그너 및 존 아치볼드 휠러는 프린스턴 대학교에서 왔다. 와인버그는 위그너의 제자가 되었다.
위그너는 앨빈 와인버그, 캐서린 웨이, 게일 영 및 에드워드 크루츠를 포함하는 야금 연구소의 이론 그룹을 이끌었다. 이 그룹의 임무는 우라늄을 플루토늄으로 변환할 생산 원자로를 설계하는 것이었다. 당시 원자로는 종이 위에만 존재했으며, 아직 임계 상태에 도달한 원자로는 없었다. 1942년 7월, 위그너는 흑연 중성자 감속재와 물 냉각 방식의 보수적인 100 MW 설계를 선택했다. 냉각재로 물을 선택한 것은 당시 논란이 많았다. 물은 중성자를 흡수하여 원자로의 효율을 떨어뜨리는 것으로 알려져 있었지만, 위그너는 자신의 그룹 계산이 정확하고 물이 작동할 것이며, 헬륨이나 액체 금속을 냉각재로 사용하는 데 관련된 기술적 어려움이 프로젝트를 지연시킬 것이라고 확신했다.
미국 육군 공병대가 맨해튼 계획을 인수한 후, 원자로의 상세 설계 및 건설 책임은 듀폰에 주어졌다. 회사와 위그너 및 그의 팀 사이에 마찰이 있었다. 위그너의 원자로 설계와 듀폰의 주요 차이점은 원형 배열의 공정 튜브 수를 1,500개에서 정사각형 배열의 2,004개로 늘리고, 출력을 500 MW에서 250 MW로 줄이는 것을 포함했다. 결국, 듀폰이 원자로에 추가 튜브를 제공하기로 한 설계 결정은 중성자 독성이 핸퍼드 사이트의 B 원자로에 문제가 되었을 때 유용하게 사용되었다. 추가 튜브는 독성을 극복하기 위해 더 많은 연료를 적재할 수 있도록 했다. 그것들이 없었다면, 원자로는 흑연 내의 붕소 불순물이 충분히 연소되어 최대 출력에 도달할 수 있을 때까지 저출력으로 작동해야 했을 것이며, 이는 완전한 작동을 최대 1년까지 지연시켰을 것이다.
핸퍼드의 원자로가 가동되면서 야금 연구소는 이론 설계에 다시 집중했다. 원자로에서 생성된 플루토늄에서 플루토늄-240 오염으로 인한 자발 핵분열 발견은 위그너가 토륨에서 우라늄-233을 증식하는 방식으로 전환할 것을 제안하게 했지만, 이 문제는 로스앨러모스 국립연구소가 내파형 핵무기 설계를 개발함으로써 해결되었다. 위그너는 또한 중수에 우라늄을 용액이나 슬러리 형태로 넣어 원자로의 복잡성을 많이 없애는 가능성에도 흥미를 느꼈다. 야금 연구소는 이를 위한 방법을 찾으려고 노력했다.
경쟁하는 설계들 중 와인버그는 결국 가장 흔한 설계가 된 가압수형 원자로를 제안했다. 이것은 와인버그와 그의 시카고 및 오크리지 동료들이 논의한 많은 가능성 중 하나일 뿐이었다. 나중에 그는 다음과 같이 썼다.

이 초기에는 우리는 모든 종류의 동력 원자로를 탐구하며 각 유형의 장단점을 비교했습니다. 원자로의 각 구성 요소(연료, 냉각재, 감속재)에 많은 가능성이 있기 때문에 가능성의 수는 엄청났습니다. 핵분열 물질은 233U, 235U 또는 239Pu일 수 있습니다. 냉각재는 물, 중수, 기체 또는 액체 금속일 수 있습니다. 감속재는 물, 중수, 베릴륨, 흑연일 수 있습니다. 또는 고속 중성자 원자로에서는 감속재가 없을 수도 있습니다. 연료, 냉각재 및 감속재의 모든 조합을 세어보면 약 1,000개의 독특한 원자로를 식별할 수 있다고 계산했습니다. 따라서 원자력 발전의 초기에는 어떤 가능성을 추구하고 어떤 것을 무시할지 선택해야 했습니다.

그는 가압수형 원자로의 궁극적인 성공은 물의 우수한 특성 때문이라기보다는 오크리지의 재료 시험 원자로의 가압 버전으로 마크 I 잠수함 열 원자로의 프로토타입에 동력을 공급하기로 한 결정 때문이었다고 썼다. 일단 가압수형이 확립되자 다른 가능성들은 추구하기에는 너무 비싸게 되었지만, 와인버그는 다른 가능성들에 계속 관심을 가졌다. 프리먼 다이슨에 따르면, 그는 다양한 원자로 설계를 지지했던 유일한 핵 개척자였다.

## 오크리지에서의 활동
1945년, 위그너는 당시 약 800명의 직원이 있던 오크리지 (테네시주)의 클린턴 연구소 연구 책임자 직책을 수락했다. 그는 그의 제자인 게일 영, 캐서린 웨이와 와인버그를 데리고 갔다. 1945년 5월 오크리지에 가장 먼저 도착한 와인버그는 1946년에 물리학 부서의 책임자가 되었다. 그러나 1947년 초 미국 원자력위원회가 맨해튼 계획으로부터 연구소 운영 책임을 인수한 후, 위그너는 새로운 환경에서 관리직에 적합하지 않다고 느끼고 1947년 여름 말 오크리지를 떠나 프린스턴 대학교로 돌아갔다.
클린턴 연구소의 행정은 1947년 5월 몬산토에서 시카고 대학교로, 그리고 1947년 12월에는 유니온 카바이드로 넘어갔다. J. 로버트 오펜하이머가 의장을 맡은 원자력 위원회의 영향력 있는 일반 자문 위원회는 모든 원자로 연구를 시카고 근처의 야금 연구소의 후속 기관인 아곤 국립 연구소에 집중할 것을 권고했다. 뉴욕 근처에 새로 설립된 브룩헤이븐 국립연구소와의 직원 및 자원 경쟁도 있었다. 사기는 저조했고, 1948년 1월 오크리지 국립연구소(ORNL)로 이름이 바뀐 연구소의 연구 책임자 직을 맡을 사람을 찾을 수 없었다. 적어도 여섯 명의 사람들이 그 직책을 거절한 후, 유니온 카바이드의 대행 이사 넬슨 (버니) 러커는 1948년 3월 와인버그에게 연구 책임자가 되어 달라고 요청했다.
와인버그는 이후 1955년에 소장으로 임명되었다. 그는 종종 ORNL 부서 정보 회의의 맨 앞줄에 앉아 각 과학 발표 후에 첫 번째이자 종종 매우 날카로운 질문을 던지곤 했다. 처음 발표하는 젊은 과학자들에게는 그 경험이 두려울 수도 있었지만, 동시에 흥미롭고 자극적이기도 했다. 모든 회의에 참석할 시간을 어떻게 찾았냐는 질문에 와인버그는 "그 시절에는 DOE가 없었죠."라고 농담처럼 답했다.

### 원자로 개발
항공 핵추진 프로그램(ANP)은 ORNL의 가장 큰 프로그램으로, ORNL 예산의 25%를 사용했다. ANP 프로젝트의 군사적 목표는 당시 제트 연료 항공기의 항속 거리 한계를 극복하기 위한 핵 추진 항공기(폭격기)를 생산하는 것이었다. 이 프로젝트가 성공할 가능성이 거의 없다는 점이 간과되지 않았지만, 이는 고용을 제공하고 ORNL이 원자로 개발 사업을 계속할 수 있도록 했다. ORNL은 1954년 항공 원자로 실험(ARE)이라는 세계 최초의 용융염 연료 및 냉각 원자로를 만들어 항공기 원자로 발전소의 프로토타입을 성공적으로 건설하고 운영했으며, 이 원자로는 1,600 °F (870 °C)의 기록적인 최고 작동 온도를 달성했다. 승무원과 추락 시 지상의 사람들에게 방사선 위험이 가해지고, 탄도 미사일 기술의 새로운 발전, 공중 급유 및 장거리 제트 폭격기가 등장함에 따라 케네디 대통령은 1961년 6월 이 프로그램을 취소했다.
와인버그는 재료 시험 원자로를 "가난한 사람의 파일"이라고 불리는 저강도 시험 원자로(LITR)라는 실제 원자로 모형으로 개조했다. LITR에서의 실험은 상업용 원자력 발전소에서 지배적인 원자로 유형이 된 가압수형 원자로(PWR)와 비등수형 원자로(BWR)의 설계로 이어졌다. 와인버그는 해럴드 유리와 유진 위그너가 제안한 균질 수용액 원자로와 같이 유체 연료를 사용하는 원자로의 단순성과 자가 제어 기능에 매료되었다. 따라서 1940년대 후반 핵 항공기 프로젝트를 지원하기 위해 와인버그는 ORNL의 원자로 엔지니어들에게 고체 연료 대신 액체 연료를 사용하는 원자로를 설계해 달라고 요청했다.
이 균질 반응기 실험(HRE)은 냄비, 파이프, 펌프가 필요했기 때문에 "앨빈의 3P 반응기"라는 애칭이 붙었다. HRE는 1950년에 가동되었고, 임계 파티에서 와인버그는 적절한 주류를 가져왔다: "시카고에서 더미가 임계에 도달하면 와인으로 축하합니다. 테네시에서 더미가 임계에 도달하면 잭 대니얼스로 축하합니다." HRE는 폐쇄되기 전까지 105일 동안 작동했다. 누출과 부식에도 불구하고, 그 작동에서 귀중한 정보가 얻어졌고, 그것은 간단하고 안전한 원자로임이 입증되었다. HRE가 가동되는 동안, 미국 상원 의원인 존 F. 케네디와 앨버트 고어 시니어가 ORNL을 방문하여 와인버그의 환대를 받았다.

### 용융염 원자로

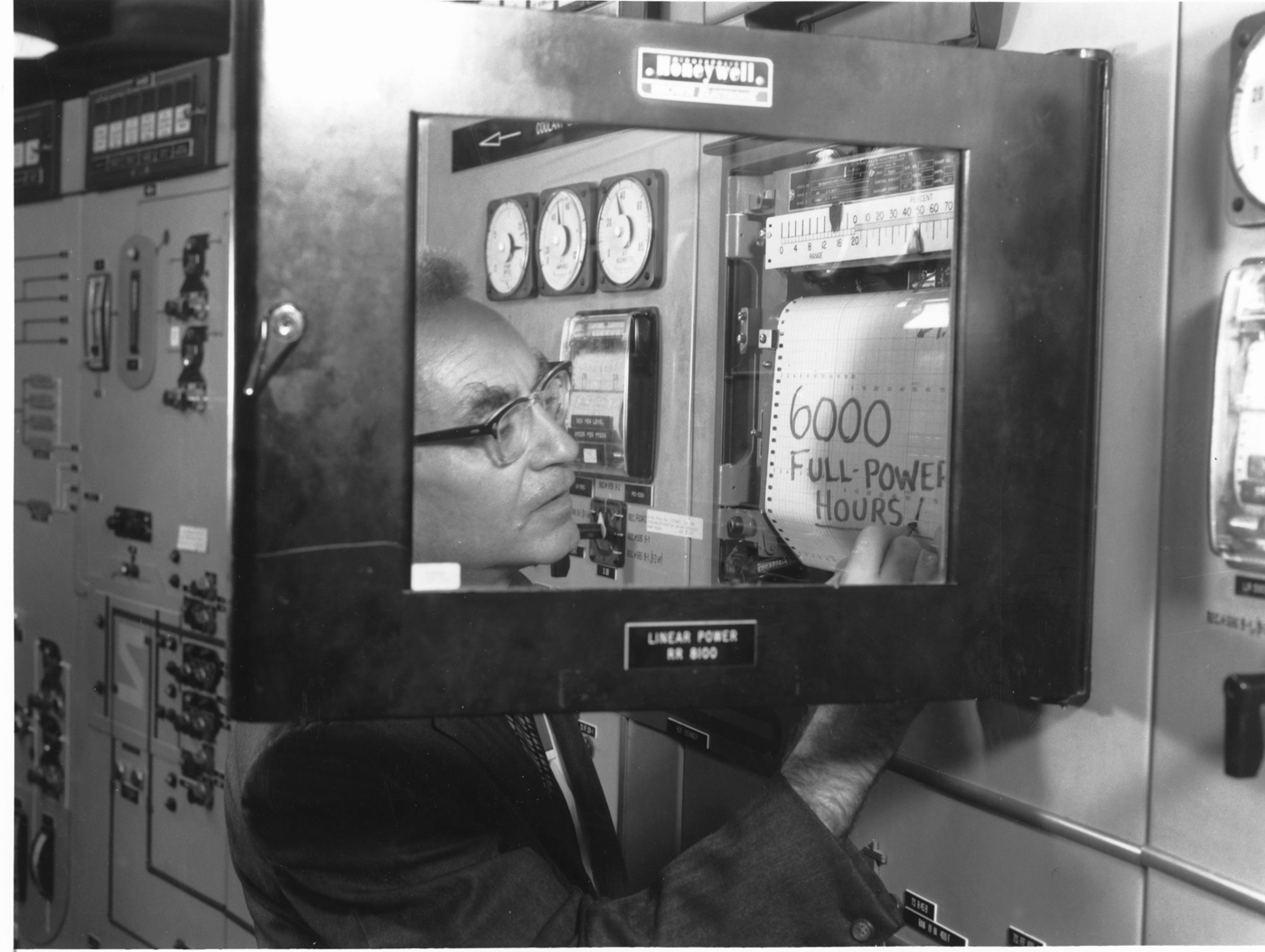
1967년 와인버그가 MSRE 작동 "6000 풀 파워 시간!"을 언급하는 모습.

와인버그의 지휘 아래 ORNL은 군의 "어리석은" 핵 추진 항공기 개념에서 벗어나 멜트다운 방지 용융염 원자로(MSR)의 민간 버전으로 초점을 옮겼다. 용융염 원자로 실험(MSRE)은 연속 작동 기록을 세웠고, 연료로 우라늄-233을 생산하기 위해 조사된 토륨을 처음으로 사용했다. 또한 플루토늄-239와 표준, 자연 발생 우라늄-235도 사용했다. MSR은 주로 화학자들(ORNL의 레이 브라이언트와 에드 베티스(엔지니어), NEPA의 빈스 칼킨스)에 의해 제안되었기 때문에 "화학자의 원자로"로 알려져 있었고, 악티늄족(우라늄, 토륨 및 플루토늄)을 함유한 용융된 염의 화학 용액을 캐리어 염에 사용했기 때문이기도 했다. 이 캐리어 염은 주로 베릴륨(BeF2)과 리튬(LiF)으로 구성되었다(리튬-6이 중성자 과도 흡수 또는 삼중수소 생성을 방지하기 위해 동위 원소적으로 고갈됨) – 플라이브. MSR은 또한 원자로가 작동하는 동안 용융염의 화학 성분을 변경하여 핵분열 생성물을 제거하고 새로운 연료를 추가하거나 연료를 변경할 수 있는 기회를 제공했는데, 이 모든 것을 "온라인 처리"라고 한다.

### 생물학 및 환경 연구
와인버그가 소장으로 재직하는 동안 ORNL의 생물학 부서는 다음으로 큰 부서의 5배 규모로 성장했다. 이 부서는 전리 방사선이 살아있는 생물과 어떻게 상호 작용하는지 이해하고, 골수 이식과 같이 방사선 손상으로부터 생존하는 데 도움이 되는 방법을 찾도록 책임졌다. 1960년대에 와인버그는 ORNL에 해수 담수화에 원자력 에너지를 사용하는 것과 같은 새로운 임무를 추구했다. 그는 로스앨러모스 국립연구소에서 필립 해먼드를 영입하여 이 임무를 더욱 발전시켰고, 1970년에는 미국 최초의 대규모 생태학 프로젝트인 미국 국립과학재단 – 국가 요구에 적용되는 연구 환경 프로그램을 시작했다.

### 리더십

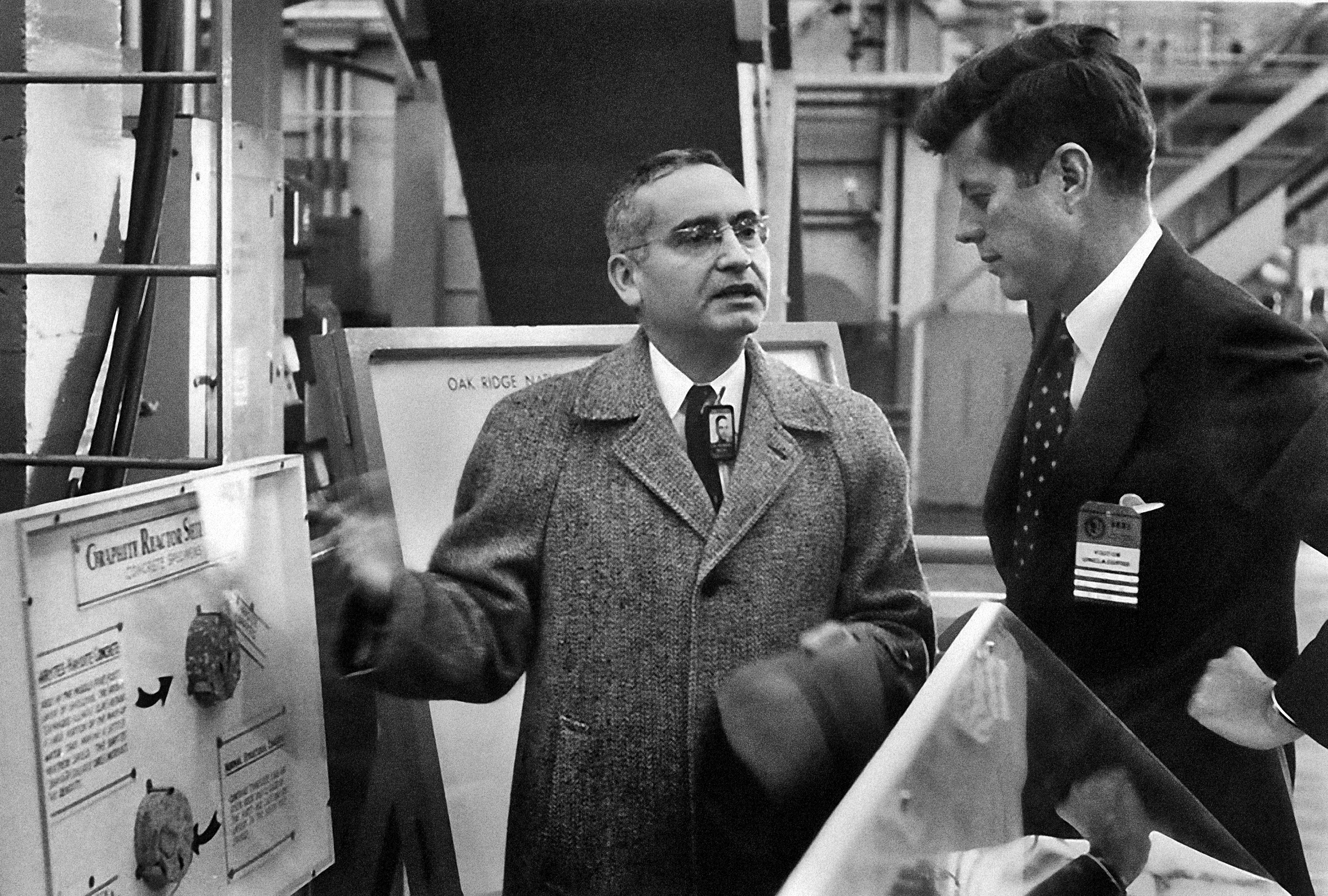
1959년 오크리지에서 와인버그가 존 F. 케네디 상원의원과 이야기하고 있다.

1958년, 와인버그는 위그너와 함께 최초의 핵 원자로 교과서인 "중성자 연쇄 반응기의 물리 이론"을 공동 저술했다. 이듬해인 1959년에는 미국 원자력 학회 회장으로 선출되었고, 1960년부터 아이젠하워 및 케네디 행정부에서 대통령 과학 자문 위원회 위원으로 활동하기 시작했다. 1945년 특허 #2,736,696으로 시작하여, 와인버그는 주로 위그너와 함께 미국 주요 핵 원자로를 제공한 경수로 기술에 대한 수많은 특허를 출원했다. 주요 경수로 유형은 가압수형 원자로(PWR)와 비등수형 원자로(BWR)로, 해군 추진 및 상업용 원자력 발전에 사용된다. 1965년에는 유니온 카바이드의 원자력 부문 부사장으로 임명되었다.
1971년 논문에서 와인버그는 핵에너지를 묘사하기 위해 "파우스트적 거래"라는 용어를 처음 사용했다:
우리 핵 인류는 사회와 파우스트적 거래를 했습니다. 한편으로 우리는 촉매 핵 연소기(즉, 증식로)에서 무한한 에너지원을 제공합니다. 심지어 단기적으로도 일반 원자로를 사용할 때 화석 연료보다 저렴한 에너지를 제공합니다. 또한 이 에너지원은 적절히 다루면 거의 오염을 일으키지 않습니다. 화석 연료 연소기가 탄소, 질소, 황의 산화물을 배출하는 반면... 핵 시스템이 열과 미량의 방사능 외에 어떤 오염 물질도 배출해야 할 본질적인 이유는 없습니다.
그러나 이 마법 같은 에너지원에 대해 사회에 요구하는 대가는 우리가 전혀 익숙하지 않은 사회 기관의 경계심과 수명입니다.

와인버그는 1973년 닉슨 행정부에 의해 18년간의 연구소 소장직에서 해고되었다. 그 이유는 그가 행정부가 개발을 지시한 AEC 원자로 부서장인 밀턴 쇼의 액체 금속 고속 증식로(LMFBR) 대신 핵 안전 강화와 용융염 원자로(MSR)를 계속 주장했기 때문이다. 와인버그의 해고는 다른 핵 연구소와 전문가들에게 거의 알려지지 않았던 MSR의 개발을 사실상 중단시켰다. 카터 행정부의 핵확산 금지 정책의 일환으로 ORNL에서 MSR 연구가 잠시 부활하여, Engel 외의 ORNL-TM-7207, "Once-Through Fueling을 이용한 변성 용융염 원자로의 개념 설계 특성"으로 절정을 이루었다. 이 문서는 여전히 많은 사람들에게 상업용 용융염 원자로의 "참조 설계"로 간주되고 있다.

## 오크리지 이후

### 워싱턴과 ORAU
와인버그는 1974년 워싱턴 D.C.의 에너지 연구 개발 사무소 소장으로 임명되었다. 이듬해 그는 오크리지 연합 대학교(ORAU)에 에너지 분석 연구소를 설립하고 초대 소장이 되었다. 이 연구소는 미래 에너지 수요를 충족시키기 위한 대안을 평가하는 데 중점을 두었다. 1976년부터 1984년까지 에너지 분석 연구소는 이산화 탄소와 지구 온난화와 관련된 다양한 문제를 연구하는 중심지였다. 그는 1985년 ORAU 저명 연구원으로 은퇴할 때까지 ORAU에서 근무했다.
1972년 와인버그는 Minerva에 "과학과 초과학"이라는 획기적인 논문을 발표했는데, 여기서 그는 과학과 정책 문제, 특히 정부 정책 결정 사이의 연관성에 중점을 두었다.
과학이나 기술과 사회의 상호 작용 과정에서 발생하는 많은 문제들, 예를 들어 기술의 해로운 부작용이나 과학 절차를 통해 사회 문제를 다루려는 시도들은 과학에 질문할 수 있지만 과학으로 답할 수 없는 질문에 대한 답에 달려 있습니다. 저는 이러한 질문을 초과학적이라고 제안하는데, 이는 인식론적으로 사실에 대한 질문이고 과학의 언어로 표현될 수 있지만 과학으로 답할 수 없기 때문입니다. 그들은 과학을 초월합니다. 공공 정책이 과학적 문제가 아닌 초과학적 문제를 포함하는 한, 그러한 정책의 공포에 기여하는 과학자의 역할은 문제가 과학으로 명확하게 답할 수 있을 때의 역할과 달라야 합니다.

1977년 6월, 와인버그는 하원 환경 및 대기 소위원회 의회 청문회에서 이산화 탄소 배출량 증가가 지구 평균 기온에 미치는 영향에 대해 증언했다. 그는 일부 과학자들이 예측했듯이 2025년까지 지구 이산화 탄소 배출량이 두 배로 증가하면 지구 평균 기온이 섭씨 2도 상승할 것이라고 진술했다.

### 은퇴
와인버그는 은퇴 후에도 활발하게 활동했다. 1992년에는 오크리지에 일본 종을 설치하는 것을 주선한 국제 우정의 종 위원회 위원장으로 임명되었다. 그는 또한 국제 원자력 기구와 핵무기 방어 시스템의 강화를 촉구했다. 그의 첫 번째 부인 마가렛은 1969년에 사망했다. 그는 나중에 주식 중개인인 제네비브 드페르시오와 결혼했는데, 그녀는 2004년에 사망했다. 그의 아들 데이비드는 2003년에 사망했다. 와인버그는 2006년 10월 18일 오크리지 자택에서 사망했다. 그는 다른 아들 리처드와 누나 페이 골맨을 남겼다.

### 유산
앨빈 와인버그 재단은 그의 이름을 따서 명명되었다.

## 수상 및 영예
- 올해의 뛰어난 젊은 미국인 상 (1950–51)[9]
- 미국 예술 과학 아카데미 회원 선출 (1960)[51]
- 미국 미국국립과학원 회원 선출 (1961)[52]
- 어니스트 올랜도 로렌스상 (1960)[53]
- 평화를 위한 원자력상 (1960)[54]
- 미국 성취 아카데미 골든 플레이트 상 (1961)[55]
- 미국철학학회 회원 선출 (1977)[56]
- 엔리코 페르미 상 (1980)[9]

## 서적
- The Physical Theory of Neutron Chain Reactors, Alvin M. Weinberg & Eugene P. Wigner, University of Chicago Press, 1958.
- Reflections on Big Science, Cambridge: M.I.T. Press, 1967.
- The Second Nuclear Era: A New Start for Nuclear Power, Alvin M. Weinberg ; Russ Manning, editor; New York: Praeger, 1985; ISBN 0-030-04144-9.
- Continuing the Nuclear Dialogue: Selected Essays, Alvin M. Weinberg ; selected and with introductory comments by Russell M. Ball; La Grange Park, Illinois: American Nuclear Society, 1985; ISBN 0-8944-8552-0.
- Strategic Defenses and Arms Control, Edited by Alvin M. Weinberg, Jack N. Barkenbus. New York: Paragon House, 1988; ISBN 0-887-02218-9.
- Stability and Strategic Defenses, Edited by Jack N. Barkenbus and Alvin M. Weinberg, Washington, DC: Washington Institute Press, 1989; ISBN 0-887-02046-1.
- Nuclear Reactions: Science and Trans-Science, American Institute of Physics, 1992; ISBN 0-88318-861-9.
- The First Nuclear Era: The Life and Times of a Technological Fixer, New York: AIP Press, 1994. ISBN 1-56396-358-2. Weinberg's autobiography, covering the period from the early 1940s to the early 1990s.

## 내용주
1. 1 2  《Alvin Weinberg (1915–2006)》 (PDF). 《Oak Ridge National Laboratory Review》 40. 2007. 26–27쪽. 2007년 8월 14일에 원본 문서 (PDF)에서 보존된 문서. 2014년 9월 16일에 확인함.
2. ↑  “Goleman was Pacific professor, women's advocate”. The Record. 2010년 9월 26일. 2019년 4월 6일에 원본 문서에서 보존된 문서. 2015년 9월 13일에 확인함.
3. 1 2  Weinberg 1994, 180–181쪽.
4. ↑  Weinberg 1994, 1쪽.
5. ↑  “Alvin Weinberg”. Array of Contemporary American Physicists. 2016년 3월 4일에 원본 문서에서 보존된 문서. 2015년 9월 13일에 확인함.
6. ↑  “Mathematical foundations for a theory of biophysical periodicity”. 시카고 대학교. OCLC 7551296. 2014년 9월 16일에 확인함.
7. ↑  Zucker 2008, 571–576쪽.
8. ↑  Weinberg 1994, 8쪽.
9. 1 2 3 4  Zucker, Alexander (December 2008). “Alvin M. Weinberg” (PDF). 《Proceedings of the American Philosophical Society》 152 (4): 571–576. 2015년 4월 30일에 원본 문서 (PDF)에서 보존된 문서. 2014년 9월 16일에 확인함.
10. 1 2 3  Pearce, Jeremy (2006년 10월 21일). “Alvin M. Weinberg, 91, Dies; Advocated Nuclear Power”. 《뉴욕 타임스》. 2015년 9월 13일에 확인함.
11. 1 2  Wadsworth 2008, 337쪽.
12. ↑  Weinberg 1994, 9–10쪽.
13. ↑  Weinberg 1994, 11–12쪽.
14. ↑  Szanton 1992, 217–218쪽.
15. ↑  Weinberg 1994, 22–24쪽.
16. ↑  Szanton 1992, 233–235쪽.
17. ↑  Weinberg 1994, 27–30쪽.
18. ↑  Weinberg 1994, 36–38쪽.
19. ↑  Weinberg 1994, 32–33쪽.
20. ↑  Weinberg 1994, 43쪽.
21. ↑  Weinberg 1994, 109쪽.
22. ↑  Weinberg 1994, 110쪽.
23. ↑  “In Memory of Alvin Weinberg”. Oak Ridge Associated Universities (ORAU). 2015년 2월 4일에 확인함.
24. ↑  Weinberg 1994, 45–46쪽.
25. 1 2 3 4 5  “Review of the Weinberg Years at ORNL”. 오크리지 국립연구소. 2014년 6월 22일에 원본 문서에서 보존된 문서. 2014년 9월 19일에 확인함.
26. ↑  Seitz, Frederick; Vogt, Erich; Weinberg, Alvin M. “Eugene Paul Wigner”. Biographical Memoirs. National Academies Press. 2013년 8월 20일에 확인함.
27. ↑  Johnson & Schaffer 1994, 48–49쪽.
28. ↑  Weinberg 1994, 68–71쪽.
29. ↑  Johnson & Schaffer 1994, 49–51쪽.
30. ↑  “Metals and Ceramics Division History 1946–1996” (PDF). 오크리지 국립연구소. February 25, 2013에 원본 문서 (PDF)에서 보존된 문서. September 19, 2014에 확인함.
31. ↑  Weinberg 1994, 102–108쪽.
32. ↑  Weinberg 1994, 84–85쪽.
33. ↑  Weinberg 1994, 100–102쪽.
34. 1 2  Weinberg 1994, 118–122쪽.
35. ↑  Cabage, Bill (November 2006). 《Alvin Weinberg, 1915–2006 – Former Lab Director and Oak Ridge icon pioneered the art of science administration》. 《Oak Ridge Reporter》 (오크리지 국립연구소). 2011년 10월 18일에 확인함.
36. ↑  Grimes, W.R. (June 1967). “Chemical Research and Development for Molten-Salt Breeder Reactors” (PDF). 오크리지 국립연구소. 2012년 9월 27일에 원본 문서 (PDF)에서 보존된 문서. 2014년 9월 20일에 확인함.
37. ↑  “Thorium-Fuelled Molten Salt Reactors” (PDF). The Weinberg Foundation. June 2013. 2014년 8월 12일에 원본 문서 (PDF)에서 보존된 문서. 2014년 9월 20일에 확인함.
38. ↑  Johnson & Schaffer 1994, 109–115쪽.
39. ↑  Weinberg 1994, 252–255쪽.
40. ↑  “Eugene P. Wigner – Patents – 1958”. Osti.gov. 2011년 10월 18일에 확인함.
41. ↑  “Tribute to Alvin M. Weinberg”. Ornl.gov. 1995년 4월 20일. 2011년 10월 22일에 원본 문서에서 보존된 문서. 2011년 10월 18일에 확인함.
42. ↑  Weinberg 1994, 176쪽.
43. ↑  Weinberg 1994, 198–200쪽.
44. ↑  Engel, J. R.; Grimes, W. R.; Bauman, H.F.; McCoy, E.H.; Dearing, J.F.; Rhoades, W. A. “Conceptual Design Characteristics of a Denatured Molten-Salt Reactor with Once-Through Fueling” (PDF). Moltensalt.org. 2024년 7월 30일에 확인함.
45. ↑  “Fluid Fueled Reactors' Documents (mainly Molten Salt Reactors, MSR)”. Moltensalt.org. 2011년 10월 18일에 확인함.
46. ↑  Oreskes, Naomi; Conway, Erik M.; Shindell, Matthew (2008). 《From Chicken Little to Dr. Pangloss: William Nierenberg, Global Warming, and the Social Deconstruction of Scientific Knowledge》 (PDF). 《Historical Studies in the Natural Sciences》 38 (캘리포니아 대학교 출판부). 109–152쪽. doi:10.1525/hsns.2008.38.1.109. 2013년 7월 20일에 원본 문서 (PDF)에서 보존된 문서. 2012년 3월 29일에 확인함. & Nierenberg, Nicolas; Tschinkel, Walter R.; Tschinkel, Victoria J. (2010). 《Early Climate Change Consensus at the National Academy: The Origins and Making of Changing Climate》 (PDF). 《Historical Studies in the Natural Sciences》 40 (캘리포니아 대학교 출판부). 318–349쪽. doi:10.1525/hsns.2010.40.3.318. PMID 20848755. 2016년 10월 24일에 원본 문서 (PDF)에서 보존된 문서. 2012년 3월 29일에 확인함.
47. ↑  Weinberg, Alvin M. (1972). 《Science and Trans-Science》. 《Minerva》 10. 209–222쪽. doi:10.1007/BF01682418. ISSN 0026-4695. S2CID 40854873.
48. ↑  Environmental Implications of the New Energy Plan: Hearings Before the Subcomm. on the Env't & the Atmosphere of the H. Comm. on Sci. & Tech. 95th Cong. 454–455 (1977).
49. ↑  “Alvin Weinberg”. 《IEEE Global History Network》. IEEE. 2011년 7월 14일에 확인함.
50. ↑  Clark, Duncan (2011년 9월 9일). “Thorium advocates launch pressure group”. 《가디언》. 2015년 12월 28일에 확인함.
51. ↑  “Alvin Martin Weinberg”. 《American Academy of Arts & Sciences》 (영어). 2022년 7월 18일에 확인함.
52. ↑  “Alvin M. Weinberg”. 《www.nasonline.org》. 2022년 7월 18일에 확인함.
53. ↑  “Award Laureates”. U.S. DOE Office of Science. 2014년 9월 20일에 확인함.
54. ↑  Craig-McCormack, Elizabeth (2010년 3월 31일). “Guide to Atoms for Peace Awards Records” (PDF). 2010년 3월 11일에 원본 문서 (PDF)에서 보존된 문서. 2014년 9월 20일에 확인함.
55. ↑  “Golden Plate Awardees of the American Academy of Achievement”. 《www.achievement.org》. 미국 성취 아카데미.
56. ↑  “APS Member History”. 《search.amphilsoc.org》. 2022년 7월 18일에 확인함.